# Герб Миколаївської області
Герб Микола́ївської о́бласті — це символ, офіційна емблема області, в якому відображаються її історія, особливості та традиції. Разом із прапором становить офіційну символіку органів місцевого самоврядування та виконавчої влади Миколаївської області. Затверджений рішенням N5 обласної ради від 27 липня 2001 р. Автор — І. Булавицький.

## Опис
На синьому полі — золота архієрейська митра на схрещених золотих посохах. У срібній хвилястій базі — амфора натурального кольору. Щит вписується в еклектичний картуш сталевого кольору, увінчаний вінцем з п'яти золотих колосків. На картуші розташовані якір та виноградна лоза з гроном зеленого кольору.